# Byron Katie
Byron Kathleen Mitchell (née Reid), mieux connue sous le nom Byron Katie, née le 6 décembre 1942, est une auteure et conférencière américaine qui enseigne une méthode d'auto-questionnement connue sous le nom « Le Travail de Byron Katie » ou plus simplement « Le Travail » (« The Work »).

## Biographie
En février 1986, tandis que Byron Katie se faisait soigner pour des troubles de l'alimentation, elle vécut une réelle prise de conscience qui changea sa vie : « J'ai découvert que lorsque je croyais mes pensées, je souffrais, mais que quand je ne les croyais pas, je ne souffrais pas, et que cela est vrai pour chaque être humain. La liberté est aussi simple que cela. J'ai trouvé que la souffrance est facultative. J'ai trouvé une joie en moi qui n'a jamais disparu, pas un seul instant. " Les gens ont commencé immédiatement à lui poser des questions et à lui demander comment ils pourraient trouver la paix qui émanait d'elle. Byron Katie appelle sa méthode d'introspection "Le Travail". Elle a enseigné à des millions de personnes partout dans le monde, lors d'événements publics gratuits, dans les prisons, les hôpitaux, les églises, les entreprises, les refuges pour victimes de violence familiale, les universités et les écoles, lors de stages intensifs le week-end et pendant le stage de neuf jours (le Travail).

## Enseignements
La Méthode
Le Travail est un moyen d'identifier et d'interroger les pensées stressantes qui causeraient toute la souffrance dans le monde. Il se compose de quatre questions et d'un retournement, qui vous permet de découvrir le contraire de ce que vous croyez. Les quatre questions posées d'une pensée stressante sont :
1 ) Est-ce vrai ?, 
2 ) Pouvez-vous absolument savoir que c'est vrai ?, 
3 ) Comment réagissez-vous, que se passe-t-il, quand vous croyez cette pensée ?, 
et 4 ) Qui seriez-vous sans cette pensée ?